# Capteur de flux thermique

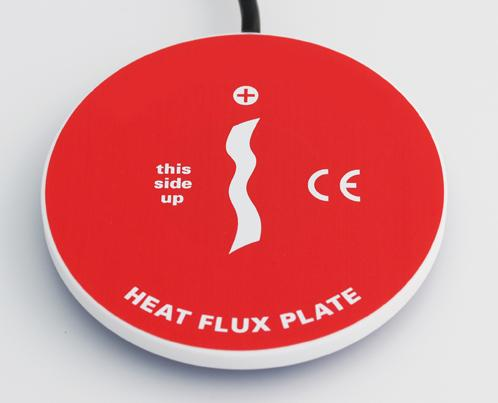
Exemple d'un capteur de flux thermique, HFP01. Ce capteur est généralement utilisé dans la mesure de la résistance thermique et du flux de chaleur sur les enveloppes de construction (murs, toits). De plus, ce type de capteur peut être creusé pour mesurer le flux de chaleur du sol. Diamètre 80 mm

Un capteur de flux thermique (anglais: Heat Flux Sensor, allemande: Wärmeflusssensor) est un nom ordinairement utilisé pour un transducteur produisant un signal proportionnel au flux thermique local. Ce flux de chaleur peut avoir des origines différentes, en principe les flux thermiques par convection, radiation et conduction peuvent être mesurés. Les capteurs de flux thermiques sont connus sous différents noms tels que transducteurs de flux thermique, jauges de flux thermiques, plaques de flux thermique. Ils sont constitués de petits thermocouples connectés en série. Certains instruments sont en fait des capteurs spécifiques du flux thermique comme les pyranomètres (pour la mesure de rayonnement solaire). On trouve aussi les jauges de Boelter Schmidt (pour la mesure de flux de chaleur du feu). Dans le SI le flux de thermique est mesuré en watts et la densité de flux thermique en watts par mètre carré.

## Application
Les capteurs de flux thermique ont un grand nombre d’applications. Les domaines prometteurs sont les analyses de qualité de l’isolation des bâtiments ou la détermination des propriétés thermiques des matériaux textiles en utilisant le coefficient de transfert de chaleur.

D'autres applications possibles comprennent la mesure des écoulements des liquides, et les mesures de températures en utilisant des méthodes non invasives et mesurant la performance laser.

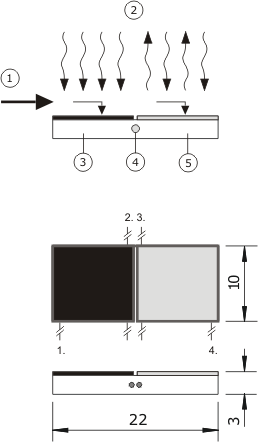
Principe d'un capteur de flux thermique

### Applications en la physique du bâtiment
Ce capteur de flux thermique est souvent utilisé pour mesurer le flux de chaleur ou pour déterminer la valeur U des bâtiments quand il est utilisé en combinaison avec deux sondes de température.
Chaque jour de grandes quantités d’énergie sont utilisées pour le chauffage et le refroidissement des bâtiments dont beaucoup ne sont pas suffisamment isolés thermiquement  et ne répondent pas aux normes modernes.
Ainsi c’est important d’avoir la possibilité pour mesurer la qualité d’isolation thermique  pour déterminer et le coefficient de transfert de chaleur. L'utilisation de capteurs de flux de chaleur permet de faire cela.
Selon la loi de transfert thermique le courant thermique à travers une surface, un mur d’un bâtiment par exemple, est directement proportionnel à la différence entre la température intérieure et la surface extérieure de l'objet (ou température ambiante). Ce facteur de proportionnalité est nommé coefficient de transfert de chaleur ou valeur U. Plus petite la valeur U d’un élément meilleure son isolation. 

### Applications en l’industrie du textile
Le flux thermique est un paramètre important dans le développement des textiles avec des propriétés spéciales comme pour les vêtements de sport ou les vêtements protégeant contre le feu. En utilisant le capteur de flux thermique le coefficient de transfert de chaleur peut être déterminé. C’est une propriété du matériau et de l’usinage.

## Lignes directrices de mesure
Afin de déterminer le flux de chaleur à travers un élément de construction un capteur de flux de chaleur doit être placé sur la surface de l'élément. Lorsque le capteur de flux de chaleur est placé sur la surface de la paroi, on doit veiller à ce que la résistance thermique supplémentaire ne devienne pas trop grande.
La valeur U peut être calculée par un capteur de flux de chaleur, en combinaison avec deux capteurs de température. En mesurant la chaleur qui passe à travers un élément de construction par seconde, et de combiner cela avec les températures intérieure et extérieure, l'U-valeur peut être déterminée de manière empirique. 72 heures et une différence de température d'au moins 5 °C mesure sont nécessaires pour une mesure fiable en conformité avec les normes (ISO 9869), mais la réduction des temps de mesure donnent aussi une bonne indication de la valeur U.